# Cerodrillia thea
Cerodrillia thea é uma espécie de gastrópode do gênero Cerodrillia, pertencente a família Drilliidae.